# Eros antennalis
Eros antennalis là một loài bọ cánh cứng trong họ Lycidae. Loài này được Kirsch miêu tả khoa học năm 1870.